# جيرالد أندرسون
جيرالد أندرسون هو عارض وممثل فلبيني، ولد في 7 مارس 1989 في الفلبين.

## وصلات خارجية
- جيرالد أندرسون على موقع IMDb (الإنجليزية)
- جيرالد أندرسون على موقع ألو سيني (الفرنسية)
- جيرالد أندرسون على موقع ميوزك برينز (الإنجليزية)
- جيرالد أندرسون على موقع أول موفي (الإنجليزية)
- جيرالد أندرسون على موقع قاعدة بيانات الفيلم (الإنجليزية)
- جيرالد أندرسون على موقع كينوبويسك (الروسية)